# Zach Gilford
Pour les articles homonymes, voir Gilford.
Zachary « Zach » Gilford est un acteur américain, né le 14 janvier 1982 à Evanston, dans l'Illinois.

## Biographie

### Enfance et formation
Zachary Michael Gilford naît le 14 janvier 1982 à Evanston, dans l'Illinois. Dans les années 1990, il joue au football américain au lycée mais il a rapidement dû arrêter à cause d'une blessure au genou. En parallèle, il joue dans des pièces de théâtre, ce qu'il continue à faire à la faculté.
Il sort diplômé en 2004 de l'Université de Northwestern, en éducation et art de la scène.

### Vie privée
Au printemps 2010, Zach Gilford entame une relation avec l'actrice Kiele Sanchez et se fiance avec elle en novembre 2011. Ils se marient le 29 décembre 2012. Ils ont une fille, Zeppelin Adele Gilford, né le 29 novembre à Los Angeles via une mère porteuse. En 2025, ils divorcent. 
Fan de sport, notamment de basket, il est diplômé pour encadrer de groupes de jeunes pour la pratique de sport[réf. nécessaire].

## Carrière
Il fait une apparition en 2005 dans un épisode de la série New York, unité spéciale qui marque ses débuts à la télévision.
Il est engagé en 2006 pour jouer Matt Saracen dans Friday Night Lights alors qu'il avait auditionné pour celui de Tim Riggins et déménage à Austin où il partage un appartement avec Scott Porter. Il fait ses débuts sur le grand écran la même année dans le film The Last Winter.
En 2009, il joue aux côtés d'Alexis Bledel et Michael Keaton dans Post Grad puis apparait dans Entre vous deux partageant l'affiche avec Emmy Rossum.
À la suite du film The River Why, la chaîne Outdoor Channel lui a demandé de participer à une série de reportages sur la pêche.
En 2011, il obtient un des rôles principaux dans la nouvelle série produite par Shonda Rhimes, Off the Map : Urgences au bout du monde mais celle-ci est annulée après treize épisodes. Cette même année, il apparait dans le clip de la chanson Ours de Taylor Swift dans lequel il joue le rôle de son petit ami. L'année suivante, il joue dans Mob Doctor avec , mais la série est aussi annulée après une courte saison. 
En 2013, il joue aux côtés d'Arnold Schwarzenegger dans le film de Kim Jee-woon, Le Dernier Rempart. L'année suivante, il est à l'affiche des films The Baby et American Nightmare 2 : Anarchy. 
Le 15 février 2018, il rejoint la série Los Angeles : Bad Girls (L.A.'s Finest) créée par Brandon Margolis et Brandon Sonnier dans le rôle de Ben Walker. Il s'agit du spin-off de la série de films Bad Boys de Michael Bay. La série est mise en ligne à partir du 13 mai 2019 sur le service Spectrum Originals (en) aux États-Unis. Il joue aux côtés de Jessica Alba, Gabrielle Union (qu'il retrouve après le film In Our Nature), Duane Martin, Ryan McPartlin et Sophie Reynolds.
Entre 2018 et 2021, il joue un rôle secondaire dans la série Good Girls avec Christina Hendricks, Retta et Mae Whitman.
En 2021, il est présent au casting de la série Netflix créé par Mike Flanagan : Sermons de minuit.
En 2022, il obtient un rôle récurrent dans The Midnight Club, nouvelle série de Flanagan, toujours sur Netflix. 

## Filmographie

### Cinéma

#### Longs métrages
- 2006 : The Last Winter de Larry Fessenden : Maxwell McKinder
- 2007 : Rise (Rise : Blood Hunter) de Sebastian Gutierrez : Sailor
- 2009 : Post Grad de Vicky Jenson : Adam Davies
- 2009 : Entre vous deux (Dare) de Adam Salky : Johnny Drak
- 2010 : Super de James Gunn : Jerry
- 2010 : The River Why de Matthew Leutwyler : Gus Orviston
- 2011 : Answers to Nothing de Matthew Leutwyler : Evan
- 2012 : In Our Nature de Brian Savelson : Seth
- 2013 : Le Dernier Rempart (The Last Stand) de Kim Jee-woon : Jerry Bailey
- 2013 : Crazy Kind of Love de Sarah Siegel-Magness : Matthew Iris
- 2014 : The Baby (Devil's Due) de Bettinelli-Olpin et Tyler Gillett : Zach McCall
- 2014 : American Nightmare 2 : Anarchy (The Purge : Anarchy) de James DeMonaco : Shane
- 2019 : Emmett de Bridget Stokes : Gordon
- 2023 : There's Something Wrong With the Children de Roxanne Benjamin : Ben

#### Court métrage
- 2003 : Handbook to Casual Stalking de Christal Karge : Jimmy

### Télévision

#### Séries télévisées
- 2005 : New York, unité spéciale (Law and Order : Special Victims Unit) : Kevin Wilcox (saison 6, épisode 11)
- 2006 à 2011 : Friday Night Lights : Matt Saracen
- 2009 : Grey's Anatomy : Carlie Lowell
- 2011 : Off the Map : Urgences au bout du monde (Off the Map) : Dr Tommy Fuller
- 2012 à 2013 : Mob Doctor : Dr Brett Robinson
- 2014 à 2015 et 2019 : Drunk History : Jim Abbott / Roger Sharpe / Ed Pulaski
- 2015 : Tim and Eric's Bedtime Stories : Matt Peters
- 2016 : The Family : Danny Warren
- 2017 : Kingdom : Tim
- 2017 : Lifeline : Conner Hooks
- 2018-2019 : This Close : Danny
- 2018-2021 : Good Girls : Greg
- 2019-2020 : Los Angeles : Bad Girls : Ben Walker
- 2019 : New York, unité spéciale (Law and Order : Special Victims Unit) : James Miller (saison 20, épisode 4)
- 2021 : Sermons de minuit (Midnight Mass) : Riley Flynn
- 2022 : The Midnight Club : Mark, l'infirmier
- 2022 : The Fall of the House of Usher
- depuis 2022 : Esprits Criminels : Elias Voit / Sicarius (depuis la saison 16)
- 2023 : La Chute de la maison Usher : Roderick Usher jeune

## Distinctions

### Récompenses
- 2009 : Gold Derby Awards de la meilleure distribution de l'année dans une série télévisée dramatique pour Friday Night Lights (2006-2011) partagé avec Connie Britton, Kyle Chandler, Gaius Charles, Kim Dickens, Minka Kelly, Taylor Kitsch, Brad Leland, D.W. Moffett, Adrianne Palicki, Jesse Plemons, Scott Porter, Jeremy Sumpter, Aimee Teegarden et Janine Turner.
- 2009 : Festival international du film des Hamptons du meilleur espoir dans une comédie romantique pourEntre vous deux (Dare) (2009).

### Nominations
- Gold Derby Awards 2007 :
  - Meilleure distribution de l'année dans une série télévisée dramatique pour Friday Night Lights (2006-2011) partagé avec Connie Britton, Kyle Chandler, Gaius Charles, Minka Kelly, Taylor Kitsch, Adrianne Palicki, Jesse Plemons, Scott Porter et Aimee Teegarden.
  - Meilleur acteur dans un second rôle dans une série télévisée dramatique pour Friday Night Lights (2006-2011).
  - Meilleur espoir dans un second rôle dans une série télévisée dramatique pour Friday Night Lights (2006-2011).
- Gold Derby Awards 2010 :
  - Meilleure distribution de l'année dans une série télévisée dramatique pour Friday Night Lights (2006-2011) partagé avec Connie Britton, Dora Madison, Kyle Chandler, Michael B. Jordan, Taylor Kitsch, Matt Lauria, Brad Leland, Jesse Plemons, Jurnee Smollett, Jeremy Sumpter et Aimee Teegarden.
  - Meilleur acteur dramatique de la décade dans un second rôle dans une série télévisée dramatique pour Friday Night Lights (2006-2011).
- 2010 : Gotham Independent Film Awards de la meilleure distribution dans un thriller d'horreur pour The Last Winter (2006) partagé avec Connie Britton, Kevin Corrigan, James Le Gros et Ron Perlman.
- 2015 : MTV Movie Awards de la meilleure performance la plus effrayante dans un thriller d'horreur pour American Nightmare 2 : Anarchy (The Purge : Anarchy) (2014).
- 27e cérémonie des Critics' Choice Movie Awards 2022 : Meilleur acteur dans un second rôle dans une série télévisée d'horreur pourSermons de minuit (Midnight Mass) (2021).
- 2022 : Critics' Choice Super Awards du meilleur acteur dans une série télévisée d'horreur pourSermons de minuit (Midnight Mass) (2021).
- 2022 : Gold Derby Awards du meilleur acteur dans un second rôle dans une série télévisée d'horreur pourSermons de minuit (Midnight Mass) (2021).